# 半荒漠绢蒿
半荒漠绢蒿（学名：Seriphidium heptapotamicum）为菊科绢蒿属的植物。分布在俄罗斯以及中国大陆的新疆等地，生长于海拔800米至1,500米的地区，多生长于半荒漠草原、荒漠化草原上、砾质以及粘质土壤上，目前尚未由人工引种栽培。